# Ацтеки (Доктор Кто)
Ацтеки (англ. The Aztecs) — шестая серия британского научно-фантастического телесериала «Доктор Кто», состоящая из четырёх эпизодов, которые были показаны в период с 23 мая по 13 июня 1964 года.

## Синопсис
Барбара пытается изменить историю ацтеков, в то время как Доктор ищет способ вытащить ТАРДИС из запертой гробницы.

## Сюжет

### Эпизод 1. Храм зла
Барбара со Сьюзен первыми выходят из ТАРДИС. ТАРДИС оказалась в сокровищнице древних ацтеков. Барбара надевает браслет. Сьюзен находит потайную дверь, которая открывается путём вращения вокруг горизонтальной оси. Барбара заходит внутрь, а Сьюзен идёт звать остальных. Дверь закрывается. Верховный жрец обвиняет Барбару, что она осквернила храм богини Итаксы. Барбару берут в плен. Сьюзен с Доктором и Иэном тоже проходят через дверь, но Барбары уже нет. Дверь закрывается, а открыть её не получается — она открывается лишь с той стороны. Приходит жрец — его имя Отлок. Он называет героев слугами Итаксы и приветствует их. Барбару приняли за богиню Итаксу из-за браслета. Отлок ведёт переговоры с палачом, оказалось, что они знают, когда будет дождь и т. д., а жертву приносят как шоу. После жертвы сразу приходит дождь, и палач и Отлок знает это. Палач — верховный жрец по жертвоприношениям, его имя Тлатоксол. Они просят присутствовать на ближайшем жертвоприношении Итаксу (Барбару). Она оставляет рядом с собой Сьюзен. Тлатоксол предлагает Отлоку проверить, кто лучше: избранный воин-Икста или слуга Иэн. Для этого Иэна пытаются назначить командующим армией, но это лишь предлог, чтобы заставить его драться с Икстой. Доктору дают свободу передвижения, и Отлок знакомит его с законами ацтеков, где человек, достигший 52 лет, может провести остаток жизни в спокойствии. В «доме престарелых» Доктор знакомится с Камекой — советницей. Доктор узнаёт, что Икста — сын создателя храма и двери, из-за которой они не могут вернуться к ТАРДИС. Иэн становится воином. Барбара решает изменить историю, остановить раз и навсегда жертвоприношения, тем самым изменив в будущем решение испанцев истребить варварских «палачей». На жертвоприношении перед убийством Сьюзен закричала, а «Итакса» остановила казнь. Но по совету Тлатоксола воин спрыгнул с крыши и умер, после пошёл дождь. Тлатоксол потребовал убить Сьюзен, так как она криками нарушила таинство; Барбара защищает её. Тлатоксол называет Барбару фальшивой Итаксой.

### Эпизод 2. Воины смерти
Тлатоксол хочет доказать, что Барбара не Итакса, он готовит её экзамен, который будет проверяться Отлоком. Икста готовится к схватке с Иэном. Тлатоксол отделяет Барбару от её «слуг». Камека договаривается о встрече Иксты с Доктором. Сьюзен учит ацтекскую религию. Икста приходит к Доктору и заключает с ним сделку — он даёт чертежи отца Доктору, взамен он поможет ему победить. Икста умолчал, что бой у него будет с Иэном, и соврал, что бой не до смерти. Доктор даёт ему иглу, предварительно смоченную парализующим соком. Отлок верит рассказом Барбары, что является единственным, что защищает её от Тлатоксола. Тлатоксол умолчал о том, что Доктору нельзя приходить к Барбаре. В итоге Тлатоксол арестовал Доктора, но перед этим Барбара успела сказать, что Доктор помог Иксте и жизнь Иэна в опасности. Итакса говорит Отлоку, что Доктор не знал о приказе и он согласится выпустить Доктора. Началась битва Иксты и Иэна. Доктор говорит Иэну, чтоб тот не дал себя оцарапать. Это отвлекает Иэна, и Иксте удаётся его уколоть. Икста побеждает и уже готов убить Иэна, но тут вмешивается «Итакса». Тлатоксол сказал: «Если ты и вправду Итакса, спаси его».

### Эпизод 3. Невеста для жертвоприношения
«Итакса» достаёт нож и под угрозами, что убьёт Тлатоксола, заставляет Иксту отпустить Иэна. «Итакса» уговаривает Отлока не дать Тлатоксолу убить человека во время затмения. Доктор договаривается с Тлатоксолом — он принесёт Доктору чертежи, а Доктор поможет доказать, что Барбара не настоящая Итакса. Оказалось, что отец Иксты не записал чертежей, а он наврал Доктору, чтобы тот помог ему. Тлатоксол не получил чертежей. Иэн смог подслушать разговор Тлатоксола: он хочет дать Барбаре яд, если она умрёт — она обманщица, если нет — богиня. Иэн прибежал к ней и сказал об услышанном, когда пришёл Тлатоксол, она не выпила. Обвинила его в попытке убийства Итаксы. Посредник убегает, и когда Тлатоксол остался один, она сказала ему, что она не Итакса и ему никто не поверит. Доктор делает какао Камеке, а после и предложение, она принимает его. Тлатоксол приводит избранного воина, чьи желания перед смертью должны исполняться. Он по приказу Тлатоксола предлагает жениться на Сьюзен. Сьюзен не приняла предложение, чем нарушила закон. И получила себе казнь. Доктор находит плиту с изображением знака Итаксы. Камека даёт ему медальон с таким же знаком, принадлежащему отцу Иксты. Он дал медальон перед исчезновением. Доктор понял, что медальон из гробницы и как-то связан с плитой. Он просит Иэна прийти ночью, когда Икста будет спать. Ночью Доктор пришёл первым, но плиту открыть не смог и стал ждать Иэна. Иэн уйти не смог, он разбудил Иксту, который тихонько пошёл за ним. Иэн открыл плиту и пошёл сам, не пустив внутрь Доктора. Доктор остался один. Тут появляется Икста и говорит, что плита должна быть закрыта. Икста закрывает плиту, а после признаётся, что туннель ведёт к оросительной системе сада и скоро будет затоплен водой. Доктор не выдерживает и признаётся, что в туннеле Иэн, но Икста не сдвигает плиту и уходит. У Доктора не получается открыть дверь. У Иэна проблемы: вода начинает затапливать туннель.

### Эпизод 4. День темноты
К счастью, Иэн находит люк, ведущий наверх, и поднимается. Иэн оказывается в гробнице с ТАРДИС. Он подвязывает верёвку и выходит через потайную дверь с веревкой так, что если с другой стороны за неё потянуть — дверь откроется снаружи. С другой стороны его встречает Барбара. Прибегает Доктор, который узнаёт, что Иэн выжил, что его очень обрадовало. Тлатоксол приказывает Иксте охранять Сьюзен. Иэн пришёл и вырубил Иксту, после забрал Сьюзен. Барбара отказывается от идеи изменить историю. Чтобы тянуть за верёвку, нужен блок. Доктор предлагает вместо блока использовать спинку трона. Идея не удалась: веревка рвётся, нужен блок. Иэн со Сьюзен решают открыть дверь, пройдя через плиту. Там они находят Отлока без сознания и оружие возле него. Иэн подобрал оружие. Приходит стража, которая обвиняет Иэна и Сьюзен в этом действии, и Отлок принял сторону Тлатоксола, что они предатели. План Тлатоксола сработал. Доктор делает блок из дерева, а Камека организует встречу Отлока и Барбары. Отлок обещает спасти Сьюзен, но Иэна он спасти не может. Камека понимает, что Доктор скоро уедет. Отлок её встречает для разговора. Он просит передать охраннику узор, дающий право на жилище и богатства, он отвернётся, а Камека выведет Сьюзен. Отлок уезжает в пустыню на поиски истины. Доктор готовит блок, чтобы быстро открыть дверь. Итаксу зовут на церемонию жертвоприношения. Камека заставляет охранника отозвать остальных и остаться одному. Когда охранник повернулся спиной к Иэну, тот вырубил его. Иэн надел одежду охранника. Камека привела Сьюзен к Доктору и Барбаре, простилась с ним и ушла. Охранника объявили предателем и убили. Охранники пошли за теми, кого должны наказать, рядом с Барбарой остаётся только один охранник. Приходит Тлатоксол, который достаёт нож и нападает на Барбару, но её спасает охранник, на самом деле это переодевшийся Иэн. Тлатоксол роняет оружие и убегает, зовя на помощь Иксту. Приходит Икста, и начинается его бой с Иэном. В драке побеждает Иэн, выкинувший Иксту вниз. Икста разбился. Доктор подготовил блок. Герои тянут за веревку, и дверь открывается. Они заходят в гробницу, дверь закрывается. Пришедшие солдаты считают исчезновение Иксты чудом. Барбара не изменила историю. Тлатоксол стал главным и продолжил совершать жертвоприношения. Барбара оставляет свой браслет. Доктор сначала хотел оставить значок, данный её Камекой, но передумал и взял его с собой. ТАРДИС начинает движение. Одни показатели говорят, что ТАРДИС едет, другие — что остановилась. Барбара вынесла предположение, что они внутри чего-то.

## Трансляции и отзывы
| Эпизод                     | Дата показа  | Продолжительность | Телезрители (в миллионах) | Archive  |
| -------------------------- | ------------ | ----------------- | ------------------------- | -------- |
| «Храм зла»                 | 23 мая 1964  | 23:56             | 7,4                       | 16mm t/r |
| «Воины смерти»             | 30 мая 1964  | 24:11             | 7,4                       | 16mm t/r |
| «Невеста жертвоприношения» | 6 июня 1964  | 25:27             | 7,9                       | 16mm t/r |
| «День темноты»             | 13 июня 1964 | 25:30             | 7,4                       | 16mm t/r |
| [ 1 ] [ 2 ] [ 3 ]          |              |                   |                           |          |